# 岡山県道・鳥取県道112号大佐日野線
岡山県道・鳥取県道112号大佐日野線（おかやまけんどう・とっとりけんどう112ごう おおさひのせん）は、岡山県新見市から鳥取県日野郡日野町に至る一般県道である。

## 概要
岡山県新見市大佐上刑部から鳥取県日野郡日野町板井原 に至る。

### 路線データ
- 起点：岡山県新見市大佐上刑部 （岡山県道58号北房川上線交点）
- 終点：鳥取県日野郡日野町板井原 （国道181号交点）
- 総延長：12.6 km[要出典]
- 実延長：12.4 km[注釈 1][1]

## 路線状況

### 道路施設

#### トンネル
- 岡山県
  - 大砂トンネル（おおすなトンネル）：延長177 m[2]、1977年（昭和52年）竣工、新見市
  - 大峠トンネル（おおだわトンネル）：延長100 m[2]、1977年（昭和52年）竣工、新見市
  - 惣ヶ原トンネル（そうがはらトンネル）：延長74 m、1977年（昭和52年）竣工、新見市

## 地理

### 通過する自治体
- 岡山県
  - 新見市
- 鳥取県
  - 日野郡日野町

### 交差する道路
| 交差する道路              | 都道府県名 | 市町村名 | 市町村名 | 交差する場所 | 交差する場所 |
| ------------------------- | ---------- | -------- | -------- | ------------ | ------------ |
| 岡山県道58号北房川上線    | 岡山県     | 新見市   | 新見市   | 大佐上刑部   | 起点         |
| 岡山県道317号千屋実大佐線 | 岡山県     | 新見市   | 新見市   | 大佐大井野   |              |
| 国道181号                 | 鳥取県     | 日野郡   | 日野町   | 板井原       | 終点         |

### 沿線
- 上刑部簡易郵便局
- 大佐ダム
- お〜さ源流公園